# Heißer Sand auf Sylt
Heißer Sand auf Sylt ist ein deutscher Spielfilm aus dem Jahr 1967 mit Horst Tappert in der Hauptrolle eines arrivierten Geschäftsmannes in der Midlife-Crisis auf Abwegen.

## Handlung
Walter Bergmann hat es, wie man so sagt, geschafft. Er ist ein erfolgreicher, angesehener Geschäftsmann mittleren Alters, verheiratet, eine Tochter. Eines Tages muss er zu einer Konferenz auf die Nordseeinsel Sylt verreisen. Dort angekommen, gerät bald sein von Korrektheit, Konventionen und Formalien geprägtes Leben aus den Fugen. Überall lauert die Sünde – Partys, hübsche Mädchen und sexuelle Ausschweifungen im Sand. Prompt verliebt sich der stets seriös auftretende Mann in eine statuarische, blonde Schönheit namens Renate, die er bereits auf dem Hinflug kennen gelernt hatte und die gut und gern seine Tochter sein könnte. Bergmanns Welt gerät angesichts dieser Versuchungen fortan ins Wanken.
Bislang mit Anzug, Krawatte und Einstecktuch das Musterbeispiel des bourgeoisen Spießers, ist für ihn die amüsierwillige Künstlerszene, in die ihn die sinnliche, promiske Renate einführt, wie das Eintauchen in eine ihm völlig unbekannte, sinnenfrohe Welt. Doch Walter muss rasch erkennen, dass er mit der libertinen Grundauffassung dieser jungen Leute nicht mithalten und sich auch körperlich nicht derart ungezwungen geben kann. Als er dann auch noch Renate eines Tages im Bett mit einem ihrer diversen Liebhaber entdecken muss, erkennt Walter, dass ihre Lebensauffassung und die sexuelle Ungezwungenheit ihrer Clique niemals seinen Prinzipien entsprechen wird. Reumütig und bekehrt fliegt Bergmann zurück zu Frau und Kind.

## Produktionsnotizen
Heißer Sand auf Sylt entstand vom 20. Juli bis zum 31. August 1967 auf Sylt. Weitere Szenen entstanden in Hamburg und Berlin. Am 21. Dezember 1967 passierte der Streifen die FSK-Prüfung, die Uraufführung war am 12. Januar 1968 in mehreren deutschen Städten.
Für die von Peter Savage bearbeitete US-Fassung dieses Streifens, die am 29. Juli 1970 unter dem Titel The New Life Style in New York anlief, drehte er einige zusätzliche Szenen, in denen neben Jennifer Stone und Savage auch die beiden Boxer Rocky Graziano und Jake LaMotta auftauchen.

## Kritik
„Der Papa-Produzent Artur Brauner, 49, hatte vor kurzem noch gebrandmarkt, daß in deutschen Bubi-Filmen junge Leute nackt zu Bett gehen. Nun ließ auch er, vom unbekannten Jerzy Macc, 36, ein Ding drehen, worin sich Menschen bloß stellen. Das dilettantische Machwerk berichtet von einem vermögenden Hosen-Träger (Horst Tappert), der auf Sylt in einen Nudisten-Pulk gerät und darob anderen Sinnes wird: Er bricht die alte Ehe und will sein Geld mit einer frischen Blonden teilen. Tappert, einst TV-Gangster in ‚Die Gentlemen bitten zur Kasse‘, wirkt als versprengter Profi in der kichernden, kindlichen Amateur-Veranstaltung. Er wendet sich schließlich mit Grausen und verläuft sich im Sande. Nach ihm die Sylt-Flut.“

„Der Film war ein Skandal, denn man sah Brustwarzen und Schlimmeres, weshalb er auch nicht vor zwei Uhr morgens ausgestrahlt werden durfte. Wer diesen Film heute sieht wird sich prächtig amüsieren.“

„Ein primitiv-alberner Film mit pseudo-zeitkritischer Handlung, langweilig und unglaubwürdig, allein an der spekulativen Ausschlachtung des gängigen Images der Insel interessiert.“

„Ansätze zur kritischen Distanz zu den dargestellten Lebensauffassungen gehen bei zu vielen spekulativen Szenen unter; daher und wegen formaler Mängel trotz interessanter Einzelheiten insgesamt ärgerlich.“